# HD222672
HD222672 — подвійна зоря. 
Ця подвійна система має видиму зоряну величину в смузі V приблизно 9,1.
Вона розташована на відстані близько 1517,0 світлових років від Сонця.

## Подвійна зоря
Головна зоря цієї системи належить до хімічно пекулярних зір й має спектральний клас B9.
В той же час спектральний клас іншої компоненти залишається  ще не визначеним.